# Brahojos de Medina
Brahojos de Medina è un comune spagnolo di 170 abitanti situato nella comunità autonoma di Castiglia e León.